# Olle Granath

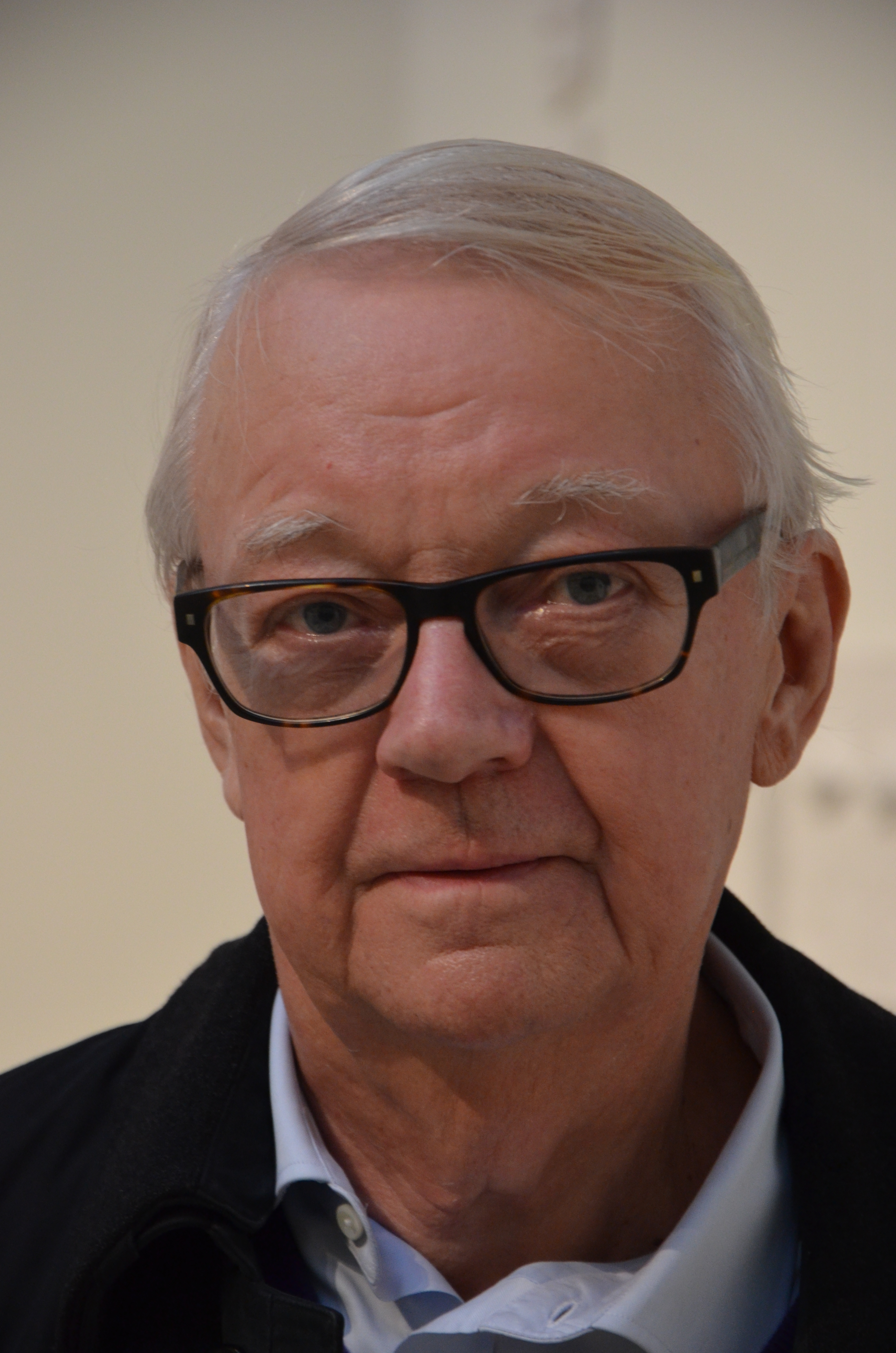
Olle Granath

Olof (Olle) Erik Tryggve Granath, född 1 november 1940 i Borås, är en svensk konstkritiker och museichef.

## Biografi
Olle Granath studerade konsthistoria vid Stockholms universitet i början på 1960-talet och kom då att ingå i en akademikerkrets kring Ludvig Rasmusson, bland andra Ursula och Lars Sjöberg, Görel Cavalli-Björkman och Orvar Löfgren. Han avlade filosofie kandidatexamen i konsthistoria och estetik 1966.
Han var konstkritiker i Dagens Nyheter 1964–1979, chefredaktör och ansvarig utgivare för Konstrevy 1965–1968 och biträdande lärare på Kungliga Konsthögskolan i Stockholm 1967-1969. Åren 1980-1989 var han chef för Moderna Museet och 1989-2001 överintendent och chef för Nationalmuseum.
Han blev hedersledamot i Konstakademien 1988 och var dess ständiga sekreterare mellan september 2005 och december 2009.